# Cine Teatro da Cidade
O Cine Teatro da Cidade é um espaço cultural da cidade de São Luís, no Maranhão, vinculado à Secretaria Municipal de Cultura.

## Estrutura
Foi criado por meio da Lei nº 5.604/2012, com o objetivo de promover encenações teatrais, apresentações de canto lírico e popular, exibições de músicas orquestradas, de canto coral, de trabalhos audiovisuais, palestras, convenções de natureza diversa e outros eventos socioculturais.
Sua estrutura é formada por um palco em madeira freijó de 39,32m², camarins, foyer, sala administrativa, além de cabine de som e de projeção com equipamentos de áudio e vídeo multimídia, e um salão Reynaldo Faray, com capacidade para 239 lugares.

## Histórico
O Cine Teatro da cidade fica localizado no antigo Cine Roxy. Construído em 1939, com características Art Déco, o cinema representou um período em que a cultura cinematográfica era bastante difundida na vida dos ludovicenses.  O Cine Roxy, entretanto, não acompanhou a evolução tecnológica, perdendo espaço para outras salas de cinemas abertas na cidade, chegando a abrigar um cinema para filmes adultos.
Localizado na esquina da Rua do Egito com o Beco da Sé, o imóvel foi desapropriado e adquirido pela Prefeitura para ser totalmente revitalizado. A fachada foi restaurada, mantendo sua característica original, inclusive o letreiro com o nome Roxy.